# Томас Франсис Вејд
Томас Франсис Вејд (енгл. Thomas Francis Wade; Лондон, 25. август 1818 — 31. јул 1895) био је британски дипломата и синологиста који је створио словар 1859. године, кога је касније Херберт Џајлс допунио, проширио и претворио у Вејд-Џајлс правописну латинизацију за мандарински кинески 1892. године. Његово кинеско име је Веи Туома (кин: 威妥瑪).

## Живот
Рођен у Лондону, син Мајора Вејд од Црне Гарде, од његове супруге Ен Смит (енгл. Anne Smythe) кћи Вилијам Смит (енгл. William Smythe) из Барбавила, општина Вестмит, Ирска. У 1838, његов отац је купио за њега комисију у 81. Пешадијској. Провјенивши у 42. Пешадијску 1839. године, он је служио са својим пуковницима на Јонским острвима, давајући своје слободно време на погодном учењу италијанског и савременог грчког језика.
По примању повеље као поручник 1841. сменио се у 98. Пешадијску, тада под налогу за Ћингову Кину, и искрцао се у Хонгконгу у јуну 1842.